# 拉辛 (奥地利)
拉辛（德語：Lassing）是奥地利施蒂利亚州利岑县的一个市镇。总面积37.2平方公里，总人口1820人，人口密度48.9人/平方公里（2005年）。

## 友好城市
- 法國 吕兹纳克